# Estudio para piano (Granados)
El Estudio para piano del compositor español Enrique Granados es una pieza, de carácter didáctico, que resulta de gran interés por ciertos pasajes. Publicada esta obra póstumamente, es una página personal y llena de pasajes de encanto, con gran sentido del intimismo, como la misma partitura señala, amorosamente, que se combina con otros pasajes de gran dificultad de ejecución, pero tratados siempre con gusto y expresividad.